# Бебяевский сельсовет
Бебяевский сельсовет — сельское поселение в Арзамасском районе Нижегородской области.
Административный центр — деревня Бебяево.

## Население
| 2002  | 2010  | 2011  | 2012  | 2013  | 2014  | 2015  |
| ----- | ----- | ----- | ----- | ----- | ----- | ----- |
| 3191  | ↘3075 | →3075 | ↘3007 | ↘2924 | ↘2894 | ↘2880 |
| 2016  | 2017  | 2018  | 2019  | 2020  | 2021  |       |
| ↘2861 | ↘2858 | ↘2837 | ↘2800 | ↘2762 | ↘2738 |       |

## Состав сельского поселения
В состав сельского поселения входят 7 населённых пунктов:
| № | Населённый пункт | Тип населённого пункта          | Население |
| - | ---------------- | ------------------------------- | --------- |
| 1 | Бебяево          | деревня, административный центр | ↘1585     |
| 2 | Вацкое           | деревня                         | ↘2        |
| 3 | Казаково         | село                            | ↘377      |
| 4 | Ленинское        | село                            | ↘43       |
| 5 | Новосёлки        | село                            | ↗755      |
| 6 | Пешелань         | посёлок                         | ↘107      |
| 7 | Пешелань         | село                            | ↘206      |